# 龟山耕平
龟山耕平（日语：／ Kameyama Kōhei，1988年12月28日—），日本男子竞技体操运动员，2013年世界竞技体操锦标赛男子鞍马金牌得主、2014年世界竞技体操锦标赛男子团体全能银牌得主。